# Бадминтон на летних Олимпийских играх 2016 — парный разряд (мужчины)
Соревнования по бадминтону в мужском парном разряде на летних Олимпийских играх 2016 прошли с 11 по 21 августа.

## Медалисты
| Золото                        | Серебро                             | Бронза                                        |
| Китай · Фу Хайфэн · Чжан Нань | Малайзия · У Вэй Шем · Тань Уи Кенг | Великобритания · Маркус Эллис · Крис Лэндридж |

## Результаты

### Групповая стадия

#### Группа A
| Команда                               | Pld | W | L | SW | SL | Pts |
| ------------------------------------- | --- | - | - | -- | -- | --- |
| Владимир Иванов / Иван Созонов Россия | 3   | 3 | 0 | 6  | 1  | 3   |
| Ли Ён Да / Ю Ён Сён Республика Корея  | 3   | 2 | 1 | 5  | 3  | 2   |
| Ли Шен Му / Цзай Чиа Хсин Тайвань     | 3   | 1 | 2 | 3  | 4  | 1   |
| Маттеу Чау / Саван Серасин Австралия  | 3   | 0 | 3 | 0  | 6  | 0   |

| Команда 1                             | Счёт              | Команда 2                             |
| 11 августа, 08:25                     | 11 августа, 08:25 | 11 августа, 08:25                     |
| ------------------------------------- | ----------------- | ------------------------------------- |
| Ли Ён Да / Ю Ён Сён Республика Корея  | 21–14 21–16       | M Chau / Саван Серасин Австралия      |
| 11 августа, 10:45                     |                   |                                       |
| Владимир Иванов / Иван Созонов Россия | 21–11 22–20       | Lee S-m / Цай Чиа Хсмн Тайвань        |
| 12 августа, 09:35                     |                   |                                       |
| Ли Ён Да / Ю Ён Сён Республика Корея  | 18–21 –13 21–18   | Lee S-m / Цай Чи Хсин Тайвань         |
| 12 августа, 17:25                     |                   |                                       |
| Владимир Иванов / Иван Созонов Россия | 21–16 21–16       | M Chau / Саван Серасин Австралия      |
| 13 августа, 08:00                     |                   |                                       |
| Lee S-m / Цай Чи Хсин Тайвань         | 21–14 21–19       | Маттеу Чау / Саван Серасин Австралия  |
| 13 августа, 10:45                     |                   |                                       |
| Lee Y-d / Yoo Y-s Республика Корея    | 17–21 –19 16–21   | Владимир Иванов / Иван Созонов Россия |

#### Группа B
| Команда                                  | Pld | W | L | SW | SL | Pts |
| ---------------------------------------- | --- | - | - | -- | -- | --- |
| У Вэй Шем / Тань Уи Кенг Малайзия        | 3   | 3 | 0 | 6  | 1  | 3   |
| Фу Хайфэн / Чжан Нань Китай              | 3   | 2 | 1 | 5  | 2  | 2   |
| Михаэль Фукс / Йоханнес Шётллер Германия | 3   | 1 | 2 | 2  | 4  | 1   |
| Филлип Чеу / Саттават Погнайрат США      | 3   | 0 | 3 | 0  | 6  | 0   |

| Команда 1                                | Счёт              | Команда 2                                |
| 11 августа, 15:55                        | 11 августа, 15:55 | 11 августа, 15:55                        |
| ---------------------------------------- | ----------------- | ---------------------------------------- |
| У Вэй Шем / Тань Уи Кенг Малайзия        | 21–14 21–17       | Михаэль Фукс / Йоханнес Шёттлер Германия |
| 11 августа, 15:55                        |                   |                                          |
| Фу Хайфэн / Чжан Нань Китай              | 21–6 21–7         | Филлип Чеу / Саттават Погнайрат США      |
| 12 августа, 08:25                        |                   |                                          |
| У Вэй Шем / Тань Уи Кенг Малайзия        | 21–12 21–10       | Филлип Чеу / Саттават Погнайрат США      |
| 12 августа, 16:40                        |                   |                                          |
| Фу Хайфэн / Чжан Нань Китай              | 21–11 21–16       | Михаэль Фукс / Йоханнес Шётллер Германия |
| 13 августа, 09:00                        |                   |                                          |
| Михаэль Фукс / Йоханнес Шётллер Германия | 21–14 21–14       | Филлип Чеу / Саттават Понгайрат США      |
| 13 августа, 10:10                        |                   |                                          |
| Фу Хайфэн / Чжан Нань Китай              | 21–16 15–21 18–21 | У Вей Шем / Тань Уи Кенг Малайзия        |